# 吴湖帆

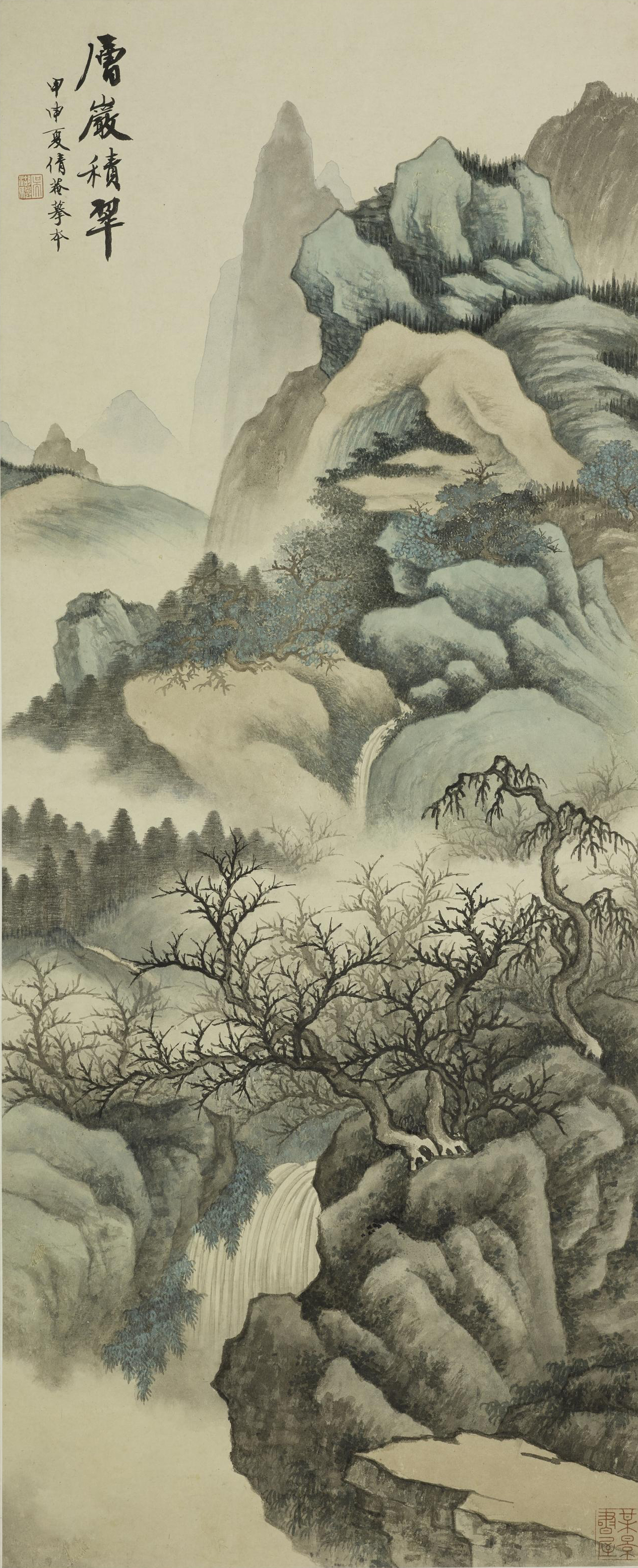
层岩积翠图，作于1944年，为其青绿山水画的代表作

吴湖帆（1894年8月13日—1968年7月7日），初名翼燕，字遹骏；后更名万，字东庄，又名倩，别署丑簃，号倩庵，书画署名湖帆，斋名梅景书屋，男，江苏苏州人，中国现代国画大师，书画鉴定家。被誉为公认的20世纪中国书画与鉴藏史上的核心人物之一，继吴昌硕之后江南画坛的领袖，书画鉴定领域具有权威的鉴藏巨擘，中国近现代书画鉴定的奠基人。作品一律不准出境。

## 生平
1894年8月13日，吴湖帆出生于苏州。早年師從董香光，後來改學薛曜的字。
1966年文革遭迫害，藏画被抄，身心崩溃。1968年7月7日病故于上海嵩山路88号，享年75岁。1991年在苏州立衣冠冢。

## 家族
吳湖帆本來是吳大澂的姪子吳本善之子、即吳大澂的姪孫，但因吳大澂獨子過世，吳本善便將吳湖帆過繼給吳大澂為孫。

## 作品
- 《原子弹爆炸》（1965年）

- 2011年列名世界拍賣收入記錄第29名的中國畫家吳湖帆 Wu Hufan 吴湖帆的名畫作品.[永久]

## 外部連結
- 2011年列名世界拍賣收入記錄前30名的中國畫家名單已公佈 - 第29名為吳湖帆 Wu Hufan 吴湖帆